# Charles Oser
Charles Oser, né le 17 février 1902 à Sion (originaire du canton de Bâle-Ville) et mort à Berne le 29 mars 1994, est une personnalité politique suisse, membre du Parti radical-démocratique.

## Biographie
Membre d'une famille de bourgeois francophones de Bâle, il effectue sa scolarité à Lausanne avant de suivre des études de droit aux universités de Lausanne et de Berne et d'obtenir son doctorat en 1927. 
Arrivé dans le monde professionnel, il est engagé à la Chancellerie fédérale en 1928 comme secrétaire-traducteur, puis devient vice-chancelier en 1944. En 1951, à la suite du départ du chancelier, Oskar Leimgruber, il est élu chancelier de la Confédération face au candidat présenté par le parti populaire conservateur, le juge thurgovien Joseph Plattner. À ce poste, Oser renonce à engager un second vice-chancelier francophone, assurant personnellement la rédaction en français.
Pendant son mandat, il lance le projet du Recueil systématique du droit fédéral, qui ne viendra à terme qu'en 1974. Il quitte son poste en 1967.

## Sources
- Chancellerie fédérale, « Charles Oser (chancelier de 1951 à 1967) » (consulté le 5 novembre 2007)

- (nl) Cet article est partiellement ou en totalité issu de l’article de Wikipédia en néerlandais intitulé « Charles Oser » (voir la liste des auteurs).

- Ressource relative à la vie publique :   - Documents diplomatiques suisses 1848-1975
- Notices dans des dictionnaires ou encyclopédies généralistes :   - Base de données des élites suisses
  - Deutsche Biographie
  - Dictionnaire historique de la Suisse
- Notices d'autorité :   - VIAF
  - IdRef
  - GND
  - NUKAT